# Colombiers (Hérault)
Colombiers település Franciaországban, Hérault megyében. Lakosainak száma 2755 fő (2022. január 1.). Colombiers Béziers, Lespignan, Montady és Nissan-lez-Enserune községekkel határos.

## Népesség
A település népességének változása:
| Lakosok száma | 969  | 1095 | 1647 | 2383 | 2341 | 2369 | 2484 | 2684 | 2680 | 2755 |
|               | 1968 | 1982 | 1990 | 2006 | 2013 | 2015 | 2017 | 2019 | 2020 | 2022 |